# Raoul de Fraiteur
Raoul Laurent Alexandre Gaspard de Fraiteur (Leernes, 13 november 1895 - 9 december, 1984) was een Belgisch militair en minister.

## Levensloop
De Fraiteur trad in 1913 toe tot het Belgische Leger en bracht het er van soldaat tot generaal-majoor.
Tijdens de Achttiendaagse Veldtocht werd hij door de Duitsers gevangengenomen, maar ontsnapte en vluchtte naar het Verenigd Koninkrijk. Tot aan de bevrijding was hij kabinetschef bij minister van Defensie Hubert Pierlot. Na de oorlog was hij van 1946 tot 1949 als extraparlementair zelf minister van Defensie.
- Système universitaire de documentation: 103143025
- Virtual International Authority File: 2764147665814360670006